# جروم ویزنر
جروم برت ویزنر (انگلیسی: Jerome Wiesner) ; (زاده:۳۰ مه ۱۹۱۵ -درگذشته: ۲۱ اکتبر ۱۹۹۴) استاد دانشگاه برق بود که توسط رئیس‌جمهور جان اف. کندی به عنوان رئیس کمیته مشورتی علمی  انتخاب شد. او یک سیاستمدار اهل ایالات متحده آمریکا بود.
در طی جنگ جهانی دوم، ویزنر بر روی رادار آزمایشگاه تشعشعات MIT تحقیق می‌کرد. او مدت کوتاهی پس از جنگ در آزمایشگاه ملی لس آلاموس کار کرد و سپس از ۱۹۴۶ تا ۱۹۶۱ در گروه پژوهشی خود در آزمایشگاه الکترونیک مؤسسه فناوری ماساچوست (MIT) به تحقیقات پرداخت؛ و از سال ۱۹۷۱ تا ۱۹۸۰ به عنوان رئیس دانشگاه انتخاب شد. ویزنر در خانه‌اش در اثر نارسایی قلبی درگذشت.

## زندگی‌نامه
ویزنر در خانواده‌ای یهودی در شهر دیترویت، میشیگان به دنیا آمد و در شهر دیربورن رشد یافت. او در دبیرستان فوردسن تحصیل کرد. مدرک لیسانس خود را در رشته ریاضیات در سال ۱۹۳۷ گرفت و سپس دوره کارشناسی ارشد خود را در رشته علوم در دانشگاه میشیگان گذراند. ویزنر در سال ۱۹۵۰ دکترای مهندسی برق خود را از دانشگاه میشیگان اخذ کرد. در ۱۹۴۰ با لایا و اینگر که از همکلاسی‌های دانشگاهی‌اش در رشته ریاضی بود ازدواج کرد. در همان سال به عنوان مهندس ارشد آزمایشگاه آکوستیکال و آزمایشگاه رکورد کتابخانه کنگره منصوب شد.
در ۱۹۶۰ هنگامی‌که ناسا قصد پیشبرد پروژه آپولو را در راستای هدف جان اف کندی برای گام گذاشتن انسان در ماه را داشت ویزنر یک پنل خودروی فضایی را درست کرد.

## جوایز و افتخارات
در سال ۱۹۸۰جایزه دلمر سوف فرنینی به او اهدا شد و در سال ۱۹۹۳، ویزنر مدال رفاه عمومی را از آکادمی ملی علوم دریافت کرد.
ویزنر همچنین برندهٔ جوایزی همچون مدال مؤسسان انجمن مهندسان برق و الکترونیک و جایزه ونیوار بوش شده‌است.

## تصویربرداری
ویزنر توسط ال فرانکن در برنامه از زمین تا ماه در شبکه HBO به تصویر کشیده شد.

## مرگ
ویزنر در سن ۷۹ سالگی به دلیل نارسایی قلبی در خانه خود در واترتاون، ماساچوست درگذشت. پسر وی استیفن ویزنر محقق فیزیک است.